# 平出久雄
平出 久雄（ひらで ひさお、1904年（明治37年）11月14日 - 1984年（昭和59年）1月3日）は、昭和期の雅楽研究家。

## 経歴
1904年、東京で生まれた。早稲田実業（現・早稲田大学系属早稲田実業学校）を1923年（大正12年）に卒業後、雅楽の実技を辻英吉や多忠保、多忠重らから学んだ。
楽家所蔵の文献を調査し、その文献を踏まえて、「多氏本家蔵品目録」「豊氏本家蔵書目録」などを作成したが、第二次世界大戦の戦災で多くの資料を失った。1942年に楽道選書刊行会を設立し、雅楽の歴史研究や楽書の書誌研究に関する論文等を多数発表した。後に雅楽の資料収集家として著名となった。

## 参考資料
- 「平出久雄先生年譜・業績目録」蒲生郷昭『東洋音楽研究』49, 1983年, 194-198頁.